# David Alan Mack

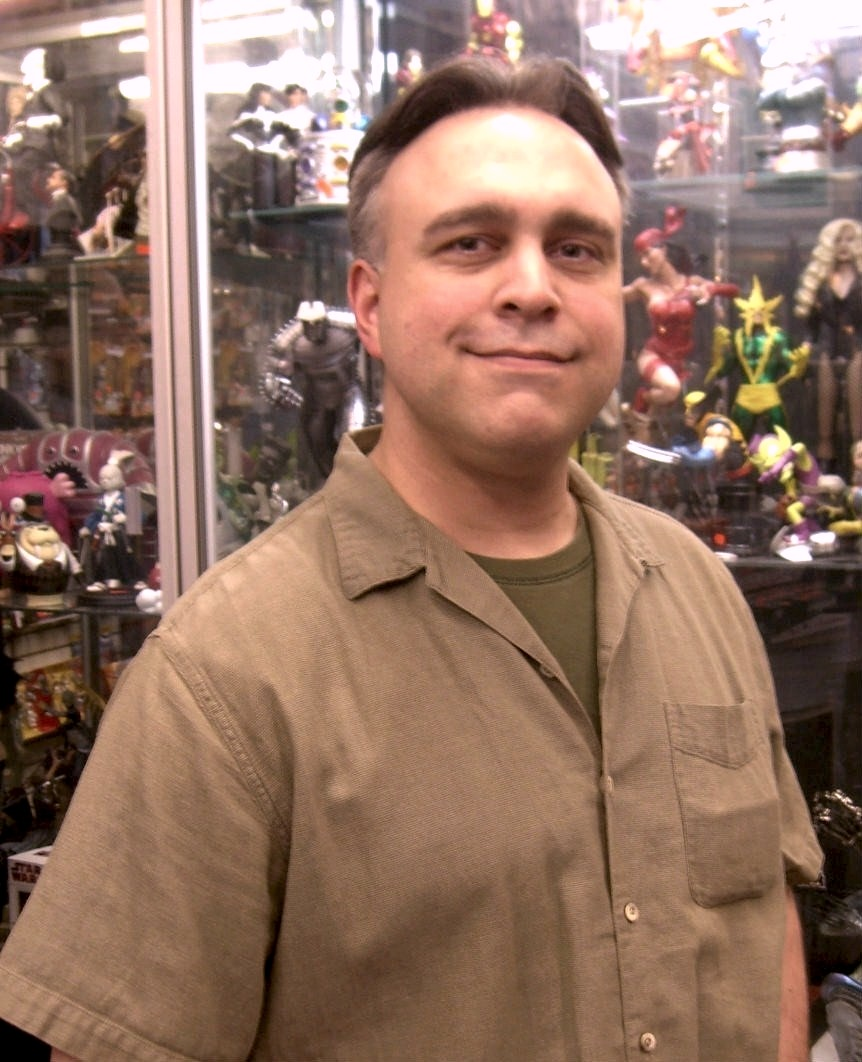
David Alan Mack 2010

David Alan Mack (* 12. Mai 1969) ist ein US-amerikanischer Science-Fiction-Autor.

## Werk
Mack ist Autor etlicher Romane aus dem Star-Trek-Franchise. So verfasste er unter anderem die New-York-Times-Bestseller A Time to Heal und A Time to Kill. Maßgeblich hat er die Serie Star Trek: Vanguard entwickelt und mit verfasst. Weiterhin wirkte er an einigen Drehbüchern von Star Trek: Deep Space Nine mit. In der Buchreihe Star Trek: The Next Generation, die nach den Geschehnissen von Nemesis  spielt, führte er mit Aneta Šmrhová ein Mitglied der Bordbesatzung ein, das mit dem bürgerlichen Namen des tschechischen Modells Anetta Keys benannt ist. Außerhalb von Star Trek hat er den Wolverine-Roman Road of Bones verfasst.
Mack lebt mit seiner Frau Kara in New York City.

## Romane (Auswahl)
- Star Trek - Vanguard Band 1: Der Vorbote. Cross cult, Ludwigsburg 2008, ISBN 978-3-936480-91-7.
- Star Trek - Vanguard Band 3: Ernte den Sturm. Cross cult, Ludwigsburg 2008, ISBN 978-3-936480-93-1.
- Star Trek - Vanguard Band 5: Vor dem Fall. Cross cult, Ludwigsburg 2010, ISBN 978-3-941248-09-0.
- Star Trek - Vanguard Band 8: Sturm auf den Himmel. Cross cult, Ludwigsburg 2012, ISBN 978-3-86425-034-7.